# James D. Martin

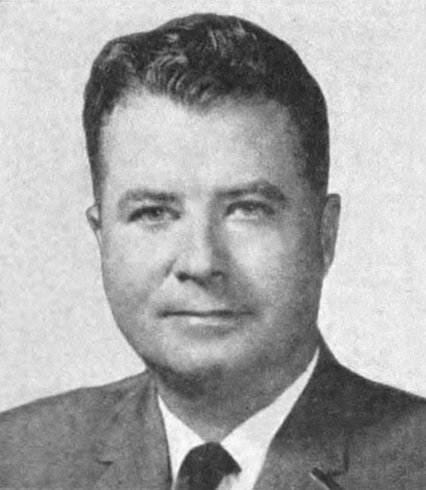
James D. Martin (Januar 1965)

James Douglas Martin (* 1. September 1918 in Tarrant, Jefferson County, Alabama; † 30. Oktober 2017 in Gadsden, Alabama) war ein US-amerikanischer Rechtsanwalt und Politiker (Republikanische Partei).

## Werdegang
James Martin besuchte die öffentlichen Schulen im Jefferson County und die Birmingham School of Law. Er fing 1937 in der Petroleumindustrie an zu arbeiten. Dann trat er im Juli 1941 in die US Army ein und kommandierte nach Eintritt der Vereinigten Staaten in den Zweiten Weltkrieg eine Geschützbatterie in Europa. Darüber hinaus diente er als Nachrichtenoffizier in der Besatzungsarmee. Er schied im März 1946 mit dem Dienstgrad eines Majors aus der US Army aus. Nach seiner Rückkehr in die Vereinigten Staaten arbeitete er wieder in der Ölindustrie.
Martin verfolgte ebenfalls eine politische Laufbahn. Er kandidierte 1962 erfolglos um einen Sitz im US-Senat. Dann wurde er in den 89. US-Kongress gewählt. Er entschied sich 1966 gegen eine Kandidatur für den 90. US-Kongress, trat aber erfolglos um das Amt des Gouverneurs von Alabama an. Martin war im US-Repräsentantenhaus vom 3. Januar 1965 bis zum 3. Januar 1967 tätig. Er kandidierte 1972 erfolglos um eine republikanische Nominierung für den US-Senat sowie 1978 für die restliche Amtszeit von James Browning Allen im US-Senat. Danach nahm er seine Tätigkeit in der Petroleumindustrie wieder auf. Ferner hatte er die Stelle eines Kommissars im Alabama Department of Conservation and Natural Resources inne und war seit 1987 deren Präsident.